# شورای ایدئولوژی اسلامی
شورای ایدئولوژی اسلامی (CII) ; (اردو: اِسلامی نظریاتی کونسل‎) یک نهاد قانونی در پاکستان است که مسئول ارائه مشاوره حقوقی در مسائل اسلامی به دولت و پارلمان این کشور می‌باشد.
این نهاد در سال ۱۹۶۲ (۱۳۴۱) تحت حکومت ایوب خان تأسیس شد.

## وظایف و فعالیت
1. پیشنهاد قوانین منطبق با قرآن و سنت به پارلمان و مجالس استانی.
2. مشاوره به پارلمان، دولت پاکستان، رئیس‌جمهور پاکستان یا فرماندار در مورد هر سؤالی که به شورا ارجاع داده می‌شود، در مورد اینکه آیا قانون پیشنهادی با احکام اسلام مغایرت دارد یا ندارد.
3. ارائه پیشنهادهایی به منظور تطبیق قوانین جاری با احکام اسلامی.
4. تدوین راهنمایی‌هایی برای پارلمان و مجالس استانی.

با این حال، دولت می‌تواند پیش از ارائه مشاوره از سوی شورا، قانونی تصویب کند. شورا همچنین مسئول ارائه گزارش موقت سالانه است که باید در پارلمان و مجالس استانی ظرف شش ماه پس از دریافت آن مورد بحث قرار گیرد. اخیراً، شورا به شدت در بسیاری از محافل سنتی به خاطر پیشنهاداتش در مورد روند طلاق خلع مورد انتقاد قرار گرفت.

## دیدگاه‌های مشهور
- در سال ۲۰۱۳، شورا حکم داد که آزمایش DNA نمی‌تواند به‌عنوان مدرک اصلی در پرونده‌های تجاوز جنسی استفاده شود، اما می‌تواند به‌عنوان مدرک تکمیلی مورد استفاده قرار گیرد. بعداً اعلام کردند که این آزمایش می‌تواند به‌عنوان مدرک اصلی استفاده شود.[۳][۴]
- شورا همچنین شبیه‌سازی انسان و جراحی تغییر جنسیت را غیر اسلامی اعلام کرد، در حالی که تولدهای از طریق لوله آزمایش (IVF) تحت شرایط خاص مجاز شمرده شد.[۵]
- این شورا همچنین اعلام کرد که استفاده از ضبط‌های مخفی به‌عنوان مدرک در پرونده‌های دادگاهی نباید بخشی از سیاست عمومی باشد، اما در موارد خاص قابل انجام است.[۵]
- در مورد قانونی که مردان برای ازدواج با همسر دوم نیاز به «تأیید کتبی» از همسر اول دارد؛ شورا بر این باور است که این قوانین مخالف اصول اسلامی است و بنابراین باید لغو شود. مولانا شیرانی، رئیس شورا گفت: «دولت باید قانون را اصلاح کند تا مسئله ازدواج‌های متعدد را آسان و مطابق با شریعت کند. ما از دولت می‌خواهیم قوانین شریعتی مربوط به نکاح، طلاق، بلوغ و وصیت را تدوین کند.»[۶] با این حال، با وجود این توصیه از سوی CII، در نوامبر ۲۰۱۷، دادگاه پایین‌رتبه لاهور حکمی صادر کرد که مردی را که بدون گرفتن اجازه از همسر اول خود ازدواج دوم کرده بود، محکوم به شش ماه حبس و جریمه ۲۰۰٬۰۰۰ روپیه کرد.[۷]
- در یک بازنگری از قوانین ازدواج در مارس ۲۰۱۴، CII اعلام کرد که این قوانین غیر اسلامی هستند. طبق نظر شورا، ازدواج دو مرحله دارد: نکاح و رخصتی. در حالی که نکاح در هر سنی می‌تواند انجام شود، رخصتی تنها زمانی می‌تواند صورت گیرد که دختر به سن بلوغ برسد و این مسئولیت ولی اوست.[۸]
- شورا در ۲۱ ژانویه ۲۰۱۹ حکم داد که طلاق البدعه (طلاق فوری بدون مدت انتظار) مخالف سنت پیامبر اسلام است و از دولت خواست تا این عمل را مجازات کند.
- همچنین حکم داد که زنان بالای ۴۰ سال می‌توانند به‌عنوان قاضی خدمت کنند.[۹]
- در نوامبر ۲۰۲۴ (آبان ۱۴۰۳)، در میان تلاش‌های دولت پاکستان برای غیرقانونی کردن VPN، آن شورا استفاده از VPN را به‌عنوان مخالف با قوانین شریعت اعلام کرد.[۱۰]